# 第一奔寧特快

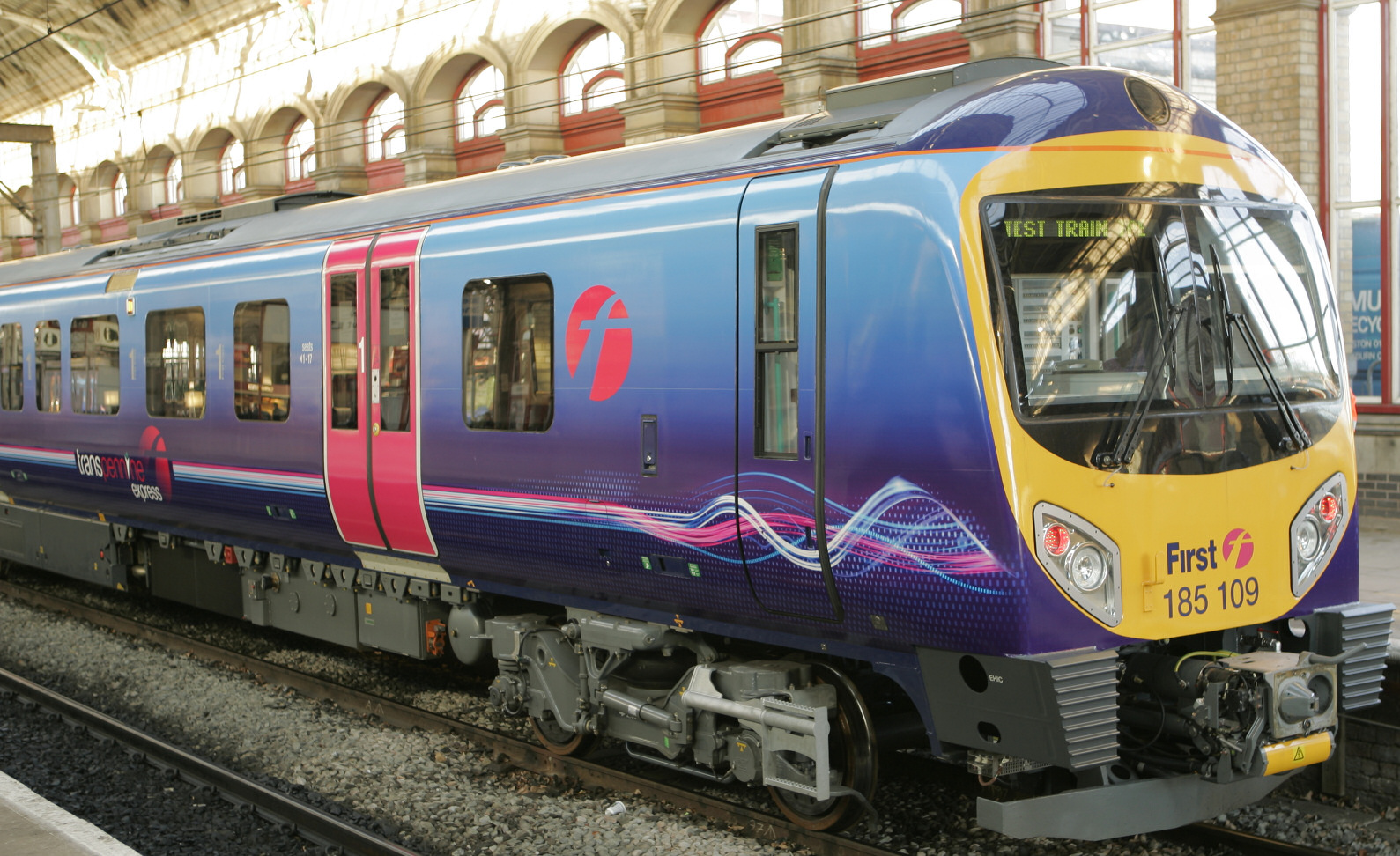

第一奔寧特快（First TransPennine Express）是英國的一家提供鐵路客運服務的公司。其所有者是第一集團（FirstGroup，持股55%）和凱奧雷斯（Keolis）。第一奔寧特快的主要服務地區是在北英格蘭，包括了跨過奔寧山脈，連接英格蘭東西海岸的列車。第一奔寧特快的大部分列車服務都是以曼徹斯特和利物浦為中心進行的，包括了三個主要路線，連接愛丁堡、格拉斯哥、謝菲爾德、赫爾城、利茲、約克、斯卡布羅、泰恩河畔纽卡斯尔等城市。大多數列車都經停或將終點設在曼徹斯特皮卡迪利車站、曼徹斯特機場車站以及利物浦莱姆大街车站。第一奔寧特快也是英國幾家全天均有列車運行的公司。

## 外部連結
- First TransPennine Express （页面存档备份，存于）